# Trzciana (powiat mielecki)
Trzciana – wieś w Polsce położona w województwie podkarpackim, w powiecie mieleckim, w gminie Czermin.
| SIMC    | Nazwa          | Rodzaj     |
| ------- | -------------- | ---------- |
| 0648110 | Kolonia        | część wsi  |
| 1042615 | Pod Lasem      | przysiółek |
| 0648126 | Szadowiec      | część wsi  |
| 0648132 | Trzciana Dolna | część wsi  |
| 0648149 | Trzciana Górna | część wsi  |
| 0648178 | Wymysłów       | przysiółek |
| 0648155 | Zarącze        | część wsi  |

W latach 1975–1998 miejscowość należała administracyjnie do województwa rzeszowskiego.

## Historia
Osadnictwo już w epoce tzw. grupy tarnobrzeskiej (1200-300 lat p.n.e.). Podczas prac archeologicznych znaleziono urny z prochami. Pierwsza wzmianka o wsi z 1405 r. Własność rodu Mieleckich od II poł. XV wieku. W roku 1853 istniała tu pierwsza szkoła. Pod koniec II wojny światowej wieś częściowo spalona.
W Trzcianie jest kościół z połowy XX wieku pod wezwaniem Wniebowzięcia NMP. Został zbudowany w 1960 r. według projektu Protazego Komornickiego. Pierwszym proboszczem został ks. Michał Winiarz (31.08.1919–18.01.2008). Mozaikę wykonano według projektu ks. Tadeusza Furdyny. Kielich zabytkowy z 1640 r. odnowiony w 1963 r. Patena z 1846 r. z krzyżem i inicjałem fundatora J.C oraz cechą imienną złotnika A.B. W Trzcianie od ponad stu lat działa Ochotnicza Straż Pożarna, która może poszczycić się okazałą remizą i nowym wozem gaśniczym IVECO zakupionym w 2006 roku. W 1995 roku reaktywowany został klub piłki nożnej "Wiśnia" Trzciana. W sezonie 2003/2004 klub wywalczył awans do klasy B, a w sezonie 2007/2008 do klasy A, co jest jego największym sukcesem. Warto odnotować także awans do 1/4 finału Pucharu Polski na szczeblu wojewódzkim w sezonie 2006/2007.

## Wiatraki
Trzciana była wioską wiatraków. Do 1939 r. stały podobno 42, z których pozostały jeszcze dwa. Wiatrak Samborskich – stoi koło cmentarza, należy do Janiny Samborskiej. Został zbudowany w Woli Mieleckiej. W 1933 r. rozebrany na części, wyremontowany i przeniesiony do Trzciany. Drewniany wiatrak ma zachowaną konstrukcję śmigieł oraz mechanizmy młyna. Podczas okupacji niemieckiej mąkę mielono tu po kryjomu. Obecnie nieczynny. Wiatrak "koźlak" – w pobliżu wiatraka Samborskich. Jego konstrukcja charakteryzuje się tym, że opiera się na potężnej dębowej belce wkopanej pionowo w ziemię, zwanej królem, a na niej z kolei osadzona jest belka pozioma – mącznica. Obie belki dźwigają ciężar całego obiektu. Umocowany doń dyszel pozwala zmienić jego położenie w zależności od kierunku wiatru.